# Nel Ensberg

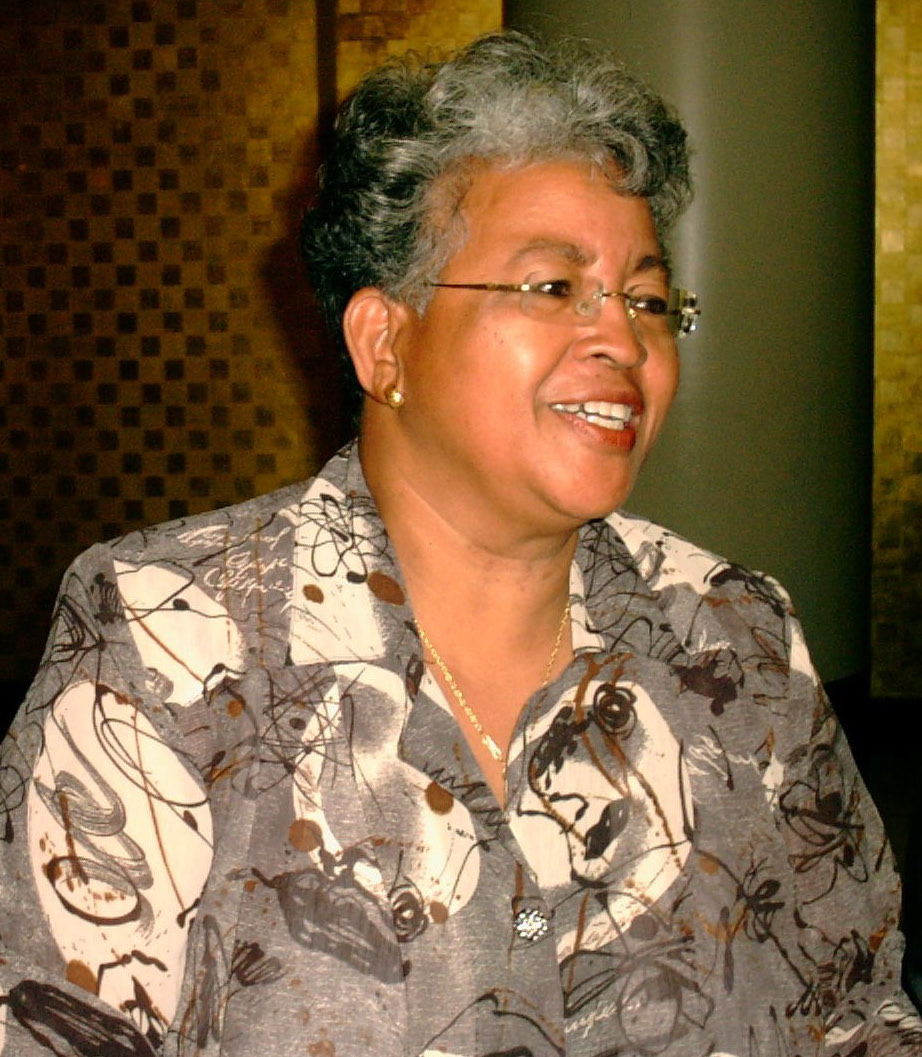
Nel Ensberg

Cornelly (Nel) Ensberg (Paramaribo, 30 september 1946) is de eerste Surinaamse logopediste.
Ensberg bezocht de Fr. Staehelinschool, vervolgens de C.R. Froweinschool (Mulo) en behaalde in 1965 aan de kweekschool de onderwijzersakte; daarna behaalde ze de hoofdakte en L.O.-akte Duits. Van 1971 tot 1974 studeerde ze logopedie in Groningen, Nederland. Na haar repatriëring werkte ze als lerares logopedie aan de kweekscholen en het Instituut voor de Opleiding van Leraren (IOL). Daarnaast had ze een praktijk als logopediste. Ze gaf ook spraaklessen aan dove en slechthorende kinderen. Voor de staatsradio SRS verzorgde ze jarenlang kinderprogramma's. Tot haar vakgebied behoorde ook het begeleiden van omroepers en nieuwslezers, en Nederlandse stagiaires-logopedie in Suriname.